# Vườn quốc gia các hồ miệng núi lửa
Vườn quốc gia các hồ miệng núi lửa là một vườn quốc gia ở bang Queensland,(Úc), cách thành phố Brisbane 1.367 km về phía tây bắc.
Vườn quốc gia này có 2 hồ do núi lửa tạo thành là Hồ Barrine và Hồ Eacham. Cả hai hồ đều có các đường đi dạo chung quanh. Người ta cũng có thể bơi thuyền trong hồ Barrine.

## Dữ kiện
- Diện tích: 9,59 km²
- Tọa độ địa lý: 17°14′45″N 145°37′44″Đ / 17,24583°N 145,62889°Đ
- Ngày thành lập: 1994
- Cơ quan quản lý: Queensland Parks and Wildlife Service
- Loại IUCN: II